# Волшебники: Истории Аркадии
«Волшебники: Истории Аркадии» (англ. Wizards: Tales of Arcadia) — американо-мексиканский компьютерный мультсериал, созданный Гильермо дель Торо для Netflix и спродюсированный DreamWorks Animation. Третий и последний сериал из трилогии Истории Аркадии. Первый сериал трилогии — Охотники на троллей: Истории Аркадии, а второй — Трое с небес: Истории Аркадии. За трилогией последует предстоящий полнометражный мультфильм Охотники на троллей: Восстание титанов. Сериал был полностью выпущен 7 августа 2020 года.

## Сюжет
События сериала происходят сразу после событий сериала Трое с небес: Истории Аркадии. Хизердукс Касперан (Дукси), который тайно является учеником Мерлина в течение IX веков, должен собрать стражей Аркадии, чтобы отправиться назад в прошлое, во времена Камелота XII века. Во время путешествия выясняется зачем был создан Магический амулет охотника на троллей, как Моргана стала Бледной леди и какие события привели к битве на мосту Киллахед. Вернувшимся в настоящее друзьям предстоит спасти Джима, подчинённого осколком меча Зелёного рыцаря, защитить друзей и сразиться с Тайным орденом, который хочет уничтожить печати Бытия и выпустить уничтожающую всё первобытную магию.

## Роли озвучивали
- Колин О'Донохью — Хизердукс «Дукси» Касперан
- Дэвид Брэдли — Мерлин
- Альфред Молина — Арчи
- Джеймс Фолкнер — король Артур / Зелёный Рыцарь
- Руперт Пенри-Джонс — сэр Ланселот
- Ангел Лин — Нари
- Джон Рис-Дэвис — Галахад
- Лекси Медрано — Клэр Нуньес
- Стивен Ëн — Стива Пальчук
- Эмиль Хирш — Джеймс «Джим» Лейка-младшего.
- Чарли Сакстон — Тобиас «Тоби» Домзальски
- Диего Луна — Крел Таррон
- Келси Грэммер — Блинки Галадригал
- Фред Таташиоре — АААРРРГГХХ!!!
- Кей Бесс и Петр Майкл — Беллрок
- Петр Майкл — Скраэль
- Лина Хиди — Моргана
- Клэнси Браун — Гунмар
- Дарин Депол — Булар
- Стефани Беатрис — Каллиста / Дея Избавительница
- Виктор Рейдер-Векслер — Вендел
- Мэтью Уотерсон — Драал смертоносный
- Брайан Блессид — Шарлимань Пожиратель
- Марк Хэмилл — Диктатус Галадригал
- Кэтлин Тёрнер — Владычица озера
- Сандра Саад — Зоя